# Teen Angels
Teen Angels (também escrita como TeenAngels) foi uma banda pop argentina, que se formou durante a gravação da  novela Casi Ángeles, transmitida desde 2007. O grupo até 2010 era formado por Nicolás Riera, María Eugenia Suárez, Gastón Dalmau, Juan Pedro Lanzani e Lali Espósito
A banda foi sucesso na Argentina e Israel. Depois do lançamento do primeiro disco em 2007, o grupo apresentou-se frequentemente no Teatro Gran Rex em Buenos Aires. Em 2010 a sua novela Casi ángeles chega ao fim, mas a banda continuou. Em janeiro de 2011, María Eugenia Suárez deixou a banda e em seu lugar entrou Rocío Igarzábal.
Teen Angels geraram 6 álbuns de estúdio, 4 álbuns ao vivo incluindo o Teen Angels - Live in Israel 2009, um álbum especial para a Coca-Cola, e edições internacionais: Teen Angels 1: Latinoamérica, Teen Angels 1: Espanha, CD+DVD Teen Angels 2: México, Teen Angels - Quase Anjos: Brasil, e o Teen Angels Exclusivo: Espanha. Na última temporada da série, um CD + DVD foi lançado reunindo todas as suas melhores músicas e vídeos. O disco Teen Angels 1, foi o melhor 12º álbum a vender na Argentina em 2007, enquanto Teen Angels 2 foi o 3º em 2008 Os discos de 2007 e 2009 foram certificados em platina tripla, enquanto Teen Angels 2 ganhou certificação de platina duplo.  O álbum de estúdio de 2010. Além do 5º disco ter sido considerado o mais vendido no ano, também ganhou disco de ouro em apenas 2 dias de vendas. Já o 6º e último da banda foi lançado em 2012; em poucas semanas já estava em 1º lugar em vendas no país de origem.
A banda realizou shows em diferentes províncias da Argentina, Chile, Peru, Israel, Espanha e Uruguai. Além disso, promoveu seus discos e fazendo pequenos shows promocionais em países como Brasil, Venezuela, Costa Rica, Guatemala, República Dominicana, México, Panamá e Itália.
O sucesso do grupo em Israel fez com que realizassem pela primeira vez naquele país, 13 shows no Arena Nokia em 2009, para mais de 90 mil fãs gravando assim o quarto álbum ao vivo, intitulado de Teen Angels En Vivo: Desde Israel 2009. Ainda em 2009, o governo israelense, usou imagens do grupo como cartões postais do país, sendo dois de cada integrante do grupo e outro dos cinco juntos.
Em 2011, a banda tornou-se independente da série, e seguido pela gravadora Sony Music. No final de maio de 2011, o grupo lançou o single "Que llegue tu voz", um tema usado para promover uma nova turnê, Teen Angels Tour 2011 e seu novo álbum TEENANGELS 5; em novembro daquele ano, a banda apresentou-se na abertura do concerto de Britney Spears na cidade de La Plata no Estádio Único de La Plata, cuja curta mas prolífica carreira incentivou os fãs da princesa de pop.
Em 19 de março de 2012 foi anunciado que o grupo iria se apresentar no mês de junho em uma série de shows no Gran Teatro Rex, por ocasião da separação do grupo, em forma de despedida assim criaram a mini turnê Teen Angels - Tour El Adiós. O grupo também lançou um novo e último single, intitulado de "Baja el Telón", anunciando o fim do quinteto musical. No dia 17 abril de 2012 lançou o sexto e último álbum de estúdio, intitulado Teen Angels: La Despedida, contendo três músicas inéditas e novas versões das músicas já conhecidas anteriormente, interpretada pelos quatro integrantes veteranos e com Rocío Igarzábal.

## História
O grupo "Teen Angels" surgiu diante da série televisiva Casi Ángeles (Quase Anjos intitulada no Brasil), transmitida a partir de 21 de março de 2007 pela Telefe na Argentina. O primeiro disco do grupo continha as músicas da série, intitulado de "Teen Angels 1", lançado em 17 de abril de 2007 com uma apresentação do elenco da novela no Teatro Gran Rex. O grupo inicialmente segundo a ficção, era constituído por: Lali Espósito, Peter Lanzani, Nicolás Riera, Gastón Dalmau, María Eugenia Suárez e Emilia Attias, além de algumas participações de Nicolás Vázquez nos discos. "Voy por más" foi o primeiro single do grupo, se tornando febre não só na Argentina como no Uruguay onde a novela já estava sendo exibida. Logo após o sucesso da primeira temporada, a novela começou a ser exibida pela América Latina em 2009, e também por vários países europeus como Espanha, Itália, além de Israel. A banda junto com o elenco da novela, realizaram diversos shows no Teatro Gran Rex nas temporadas de 2007 a 2010, além das turnês nacionais de 2008 até 2012.

### 2008-2009: Da ficção à realidade
Em 15 de abril de 2008 foi lançado o segundo disco do grupo, "Teen Angels 2". Contendo 13 músicas, alguns deles foram interpretados por Emilia Attias e Nicolás Vázquez. O disco trazia inicialmente, dois singles, sendo eles "A ver si pueden" e "A decir que si", em que foram os dois singles mais escutados durante 2008 na Argentina foi certificado pela CAPIF por Platina Dupla pelas mais de 40 mil cópias vendidas somente na Argentina. O segundo disco do grupo, foi lançado em um show no estádio Luna Park em Buenos Aires, também apresentando os novos personagens da nova temporada da série. Ainda no inicio de 2008, o grupo juntamente com a participação de Emilia Attias e Nicolás Vázquez, se apresentaram em Punta del Este no Uruguai e em Córdoba na Argentina.
Junto com o sucesso que a banda obteve com o segundo disco, iniciaram então a primeira turnê nacional que denominou-se de "Teen Angels Tour 2008", passando por várias províncias na Argentina, como em Rosário (público +10.000), Mendoza (público +14.000), e várias outras, além de se apresentar em Montevideo no Uruguai no Estádio Centenário para mais de 10 mil pessoas. Ainda no final de 2008, assinaram contrato com a Coca-Cola, lançado o single "Hoy Quiero". Terminando a segunda temporada da série na Argentina, em dezembro após ter feito mais de 50 shows no Teatro Gran Rex em junho e julho de 2008, voltaram com mais 8 shows especiais de natal, comemorando o final da temporada mais exitosa na Argentina.
Em 2009 a terceira temporada da série iniciou na Argentina, lançando assim o terceiro disco do grupo em 7 de abril de 2009, intitulado de "Teen Angels 3", porém sem a presença de Nicolás Vázquez. O terceiro disco tinha como o single mais escutado, "Que nos volvamos a ver", chegando a ser disco de platina na Argentina por mais de 150 mil discos vendidos em pouco tempo, certificado pela CAPIF, e ficando em 5º lugar como o disco mais vendido em 2009 segundo a CAPIF. Em janeiro de 2009 o grupo ainda estava realizando dois shows em Mar del Plata durante a Tour 2008 que terminou na mesma data. Em fevereiro visitaram o México, realizando um showcase no Lunário para promover o primeiro disco que foi reeditado para o México e também o segundo reeditado para a América Latina. No final de junho iniciam uma série de shows no Teatro Gran Rex em Buenos Aires, e logo após iniciam a chamada Tour Promocional passando pelo Chile, Peru, Venezuela, Equador, Panamá, Costa Rica, Guatemala, República Dominicana, Espanha, e Itália. Na Espanha, realizaram um showcase no Telefónica Flagship Store de la Gran Vía para promover o disco.
Em outubro de 2009, o grupo junto com o elenco da novela, embarcaram em Tel Aviv, Israel, onde foram recebidos por milhares de fãs no aeroporto e no hotel, além de participar em programas televisivos no país. Em apenas 5 dias, realizaram 13 shows no Arena Nokia em Tel Aviv, todos esgotados com um público de mais de 78 mil pessoas, sendo assim, gravando o terceiro álbum ao vivo, denominado de "Teen Angels desde Israel 2009", lançado em 2010 somente em Israel. Ainda na passagem por Israel, gravaram um videoclipe de uma música chamada El lugar real, para uma campanha em Israel. Devido o grande sucesso no país, o Estado Israelense utilizou as fotos do grupo em pontos turísticos do país, em cartões postais, sendo dois de cada integrante e um dos cinco juntos.
No final do ano de 2009, lançaram uma nova música promocional para a Coca-Cola, seguida de um videoclipe, Navidad, feita para a campanha La magia está con vos!.

### 2010: Último ano com Casi Ángeles
O fim da novela já era prevista para 2010, em que iriam gravar a quarta e última temporada. Em março de 2010 o grupo voltou a Tel Aviv para realizar 9 shows para promover o CD+DVD Teen Angels desde Israel 2009. Além disso, realizaram um show em Madrid na mesma semana, no Palácio Vistalegre. Com imagens dos shows em Israel e na Espanha, o grupo gravou o videoclipe do single do quarto disco, Miedo a Perdete. Em maio, o grupo voltou para Madrid a fim de realizar um show gratuito no centro da cidade, em comemoração do dia internacional da Biodiversidade, para a revista espanhol, Bravo; ali mesmo lançaram o novo videoclipe, do single "Bravo por la tierra".
Ainda em maio de 2010, realizaram um show em Lima, Peru, no Jockey Club, e também iriam realizar shows no Panamá e na Venezuela, porém foram cancelados, igual aos shows em várias cidades do México, prevista para o final de 2009. Ainda em maio, visitam o Brasil, realizando um pocket show no programa do Raul Gil na TV Bandeirantes (Band), em que tinha acabado de estrear a segunda temporada (primeira no Brasil), e lançar a reedição do segundo disco do grupo, intitulado de "Quase Anjos/Teen Angels - Edição especial".
O grupo juntamente com o elenco da novela, iniciam uma série de shows no Teatro Gran Rex, que começou em julho e durou três meses. Diante de mais de 60 shows para a despedida da novela. A estimativa é de que somente nos shows no Gran Rex, o grupo tenha vendido mais de 300 mil ingressos. Todos os anos, a banda com o elenco da novela, lançavam um DVD dessas séries de shows desde 2007, porém esse foi o único que não foi lançado em DVD, porém foi gravado e exibido pela TV Yups Channel em 2011 para a Peru. No dia 27 de julho de 2010, lançaram um CD+DVD Teen Angels: La História, com as principais músicas dos quatro discos lançados até então e um DVD com todos os videoclipes lançados até aquele ano, vendendo mais de 350 mil cópias. No meio dessa série de shows em Buenos Aires, o grupo viajou para Santiago no Chile, para realizar o primeiro e único show no país, na Movistar Arena. Em outubro iniciou uma turnê nacional, com o mesmo repertório dos shows no Rex para toda a Argentina, acompanhados pelo elenco jovem da novela, a fim de se despedir de toda a Argentina, já que a novela estava prestes a encerrar.
No dia 07 de dezembro de 2010, o grupo juntamente com o elenco jovem da novela, realizaram o último show da Tour 2010 na cidade Junín na Argentina, que estava na fase 2 (El Adiós a Casi Ángeles). Também foi o último show da banda com a integrante María Eugenia Suárez, que no inicio de 2011 antes de assinar novamente contrato com a Sony Music para mais dois anos de banda, decidiu sair do grupo por motivos pessoais.

### 2011: Mudança de imagem, nova integrante e quinto álbum

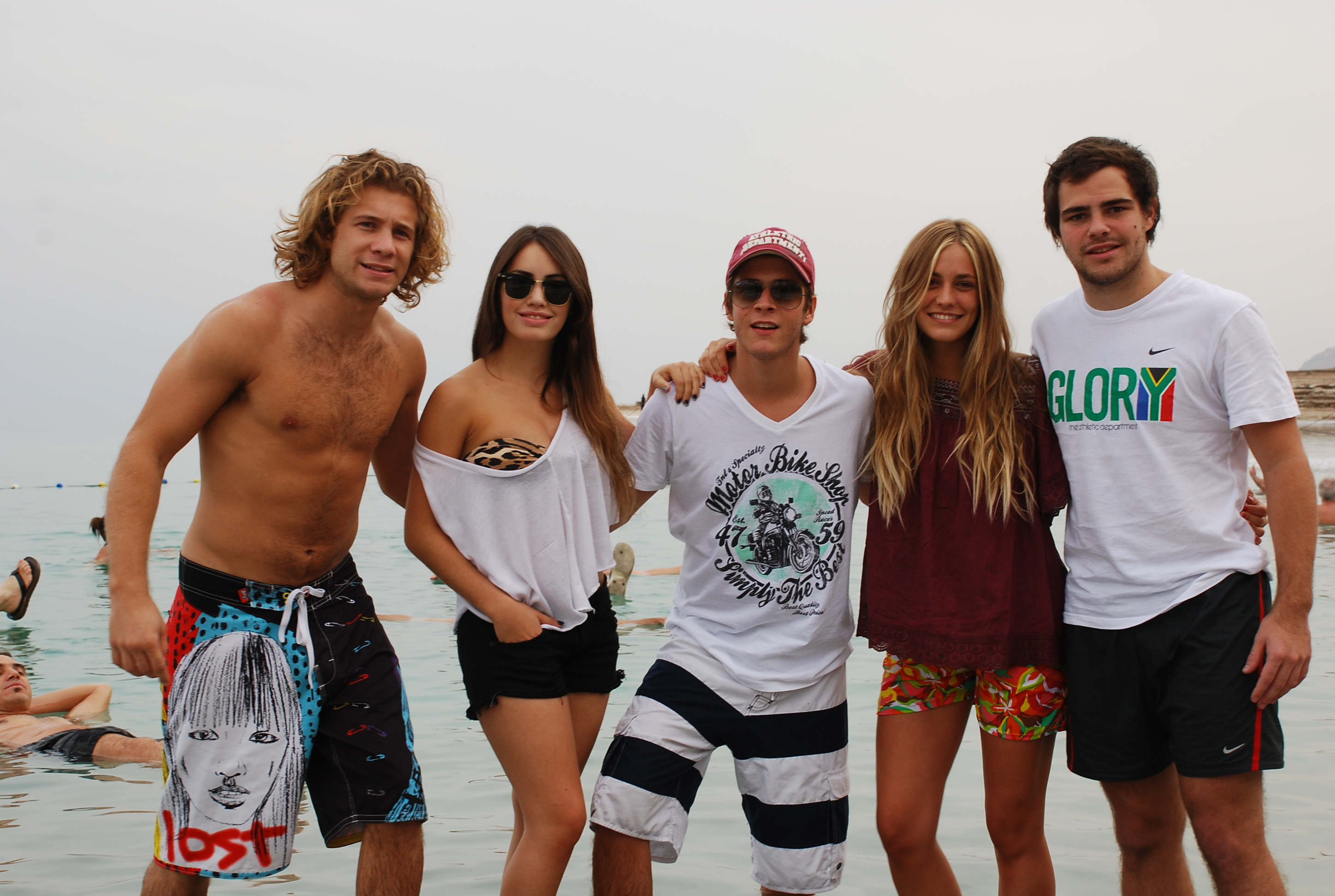
O grupo em Tel Aviv, Israel em março de 2011.

Após a saída da integrante María Eugenia Suárez que chocou toda a Argentina e os fãs de todos os países do mundo, o lugar dela foi preenchida pela Rocío Igarzábal que integrava o elenco jovem da novela, interpretando a personagem "Valéria" e também era dançarina em alguns shows do grupo com o elenco da novela e também integrava a banda fictícia "Man" da própria série. A notícia foi anunciada quando uma revista argentina, publicou uma edição com os 4 integrantes originais com Rócio, era o anuncio de que o lugar de Eugenia seria preenchido por uma "Casi Ángel".
O primeiro show da primeira fase da Tour 2011 era para ter sido realizado em Mar del Plata na Argentina, porém o show que nem tinha sido confirmado, foi cancelado como os vários outros nos anos antepassados. Sendo assim, a tour 2011 inciou em janeiro na cidade Punta del Este no Uruguai, com a nova integrante. Em março o grupo voltou para Tel Aviv e realizaram 3 shows em um dia na Arena Nokia. O quinto disco da banda, foi lançado em 15 de julho de 2011 somente na Argentina. Em apenas 2 dias de vendas, o disco chegou a ser Disco de Ouro, certificado pela CAPIF. As novas músicas do quinto disco com a nova integrante da banda, não se pareciam com as músicas dos outros discos, o que fez o grupo rapidamente mudar de imagem e apagar a imagem adolescente deixada na série, e indo para um público de 16 a 18 anos acima.

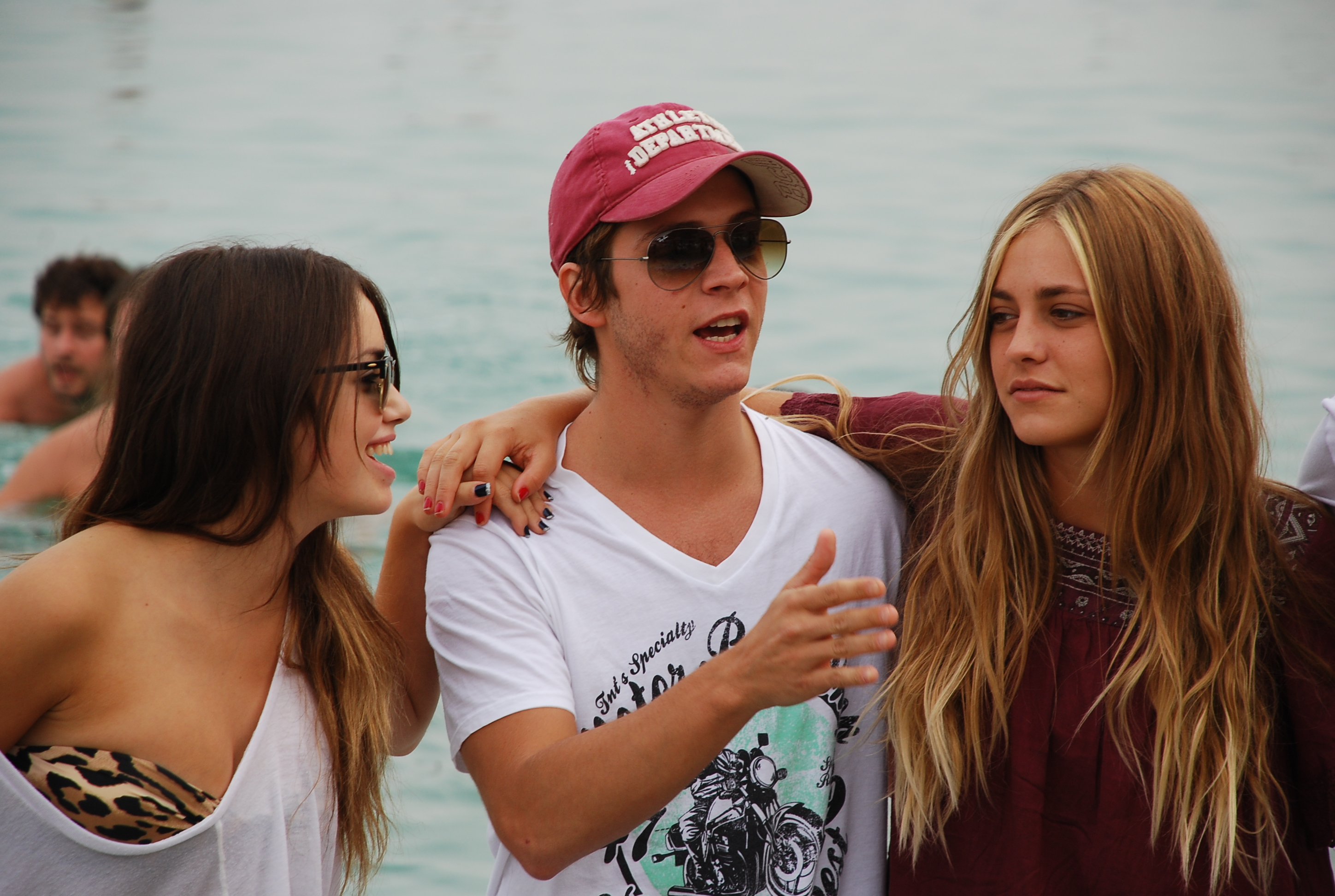
Lali Espósito, Gastón Dalmau e Rocío Igarzábal.

O quinto disco contém músicas idas para o pop latino e não para um pop adolescente. O grupo como todos os anos, iniciaram uma série de shows no Teatro Gran Rex em Buenos Aires, no mês de julho somente. Em agosto começam a percorrer a Argentina, com um show gratuito na cidade La Plata para mais de 50 mil pessoas, e outro na cidade Tigre para mais de 100 mil pessoas, transmitido ao vivo pelo canal C5N. Ainda em agosto, visitaram novamente o Uruguai, desta vez realizaram um show na capital Montevideo no Palácio Peñarol. Também voltaram para Tel Aviv em Israel, para promocionar o quinto e novo disco em um único show que no caso, seria o último da banda no país que sempre os recebeu com multidões. Em novembro o grupo abriu o show da cantora norte-americana, Britney Spears no Estádio Único de La Plata, na cidade La Plata para mais de 60 mil pessoas. Em dezembro realizaram o último show na tour 2011, em Lima no Peru, promocionando o canal Yups Channel que tinha sido lançado no país. O show foi exibido pelo mesmo canal em formato de um especial da passagem deles pelo país e o show reduzido para apenas 1 hora.
Ainda em 2011, lançaram 3 videoclipes, sendo eles: "Que llegue tu voz", "Mirame, mirate" e o mais polêmico e todos, "Loco". O videoclipe "Loco" foi a chave que desencadeou a mudança de imagem. No vídeo, os integrantes da banda se apresentam sexy, fazendo gestos de loucura e tesão, o clipe foi alvo de críticas positivas e muitas negativas, que não aceitavam que a banda havia crescido, pois todos os viam como adolescentes ainda, apesar de que todos já eram maiores de idade. O videoclipe "Mirame, mirate" foi gravado nas Cataratas do Iguaçu.

### 2012-2013: Último álbum, separação e filme
No começo de 2012, houve rumores de que a banda se dissolveria, pelo fato de que o contrato assinado no inicio de 2011, deixava claro que a banda ficaria ativa por mais 2 anos nas mãos da gravadora Sony Music. Os rumores começaram a se concretizar, e os integrantes confirmaram que aquele seria o último ano da banda.

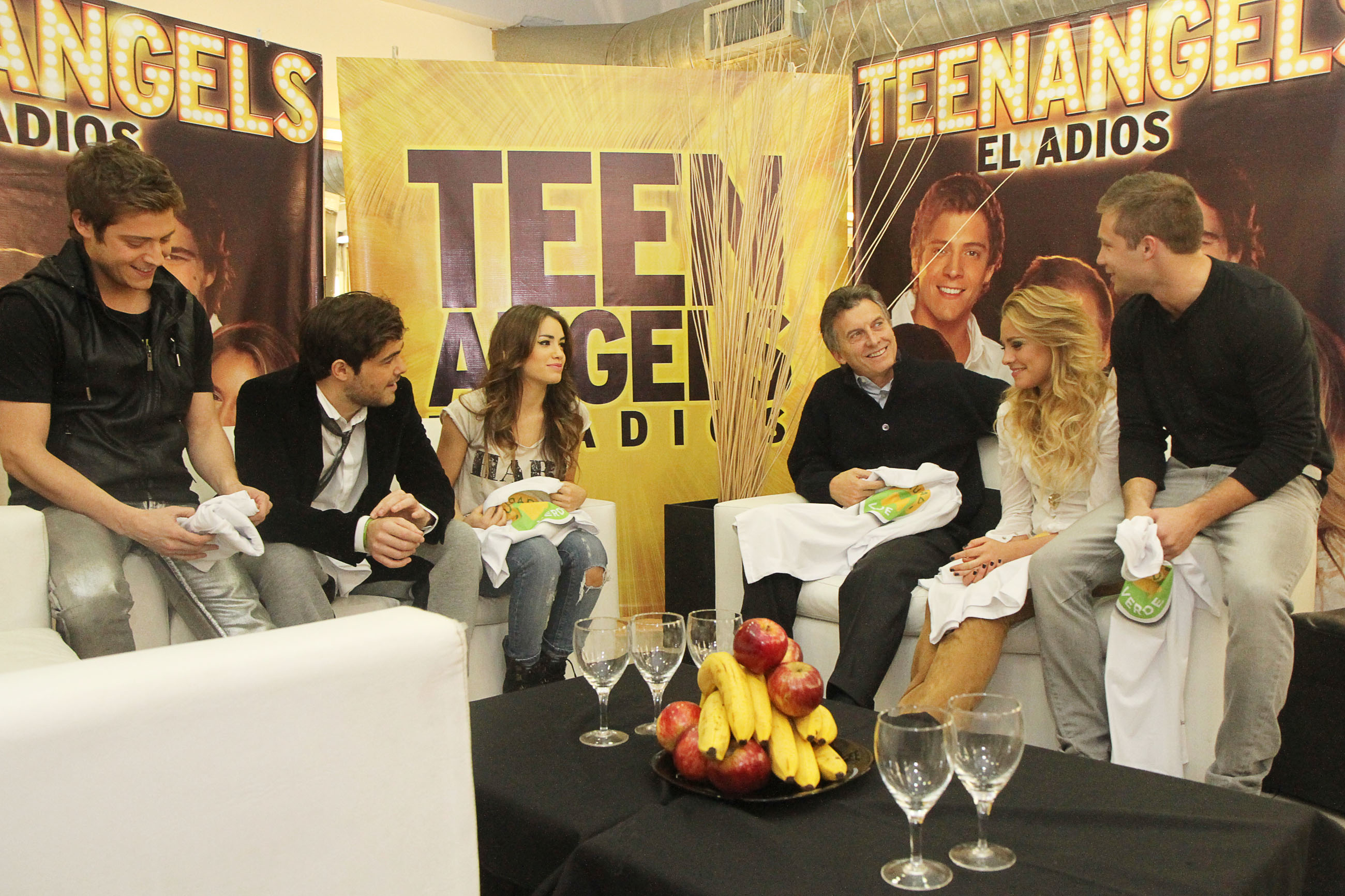
O grupo nos bastidores dos shows no Gran Rex, em 2012.

Rocío Igarzábal e Nicolás Riera, formaram um casal romântico na telenovela argentina "Dulce Amor", sendo assim, apresentaram o primeiro single do último disco, "Integridad Perfecta". Em 17 de abril, lançaram o último disco, intitulado de "Teen Angels: La Despedida", em que deixava claro que a banda iria se separar de vez. No novo material discográfico, apresentava somente 3 músicas inéditas, sendo elas: Integridad Perfecta, Baja El Telón e Llegue en forma de amor, o resto era tudo regravação dos maiores sucessos da banda com a voz de Rocío Igarzábal. O single "Baja el Telón" era o single de despedida, em que lançaram assim o videoclipe.
A banda anunciou os novos e últimos shows numa mini turnê chamada "Teen Angels - El Adiós". A mini turnê deu inicio no Teatro Gran Rex em Buenos Aires, nos meses de Junho e Julho. Porém o fato interessante, é que a expectativa era de que o grupo se apresentasse em todas as províncias da Argentina. Porém se passava os meses e nada de shows confirmados, apenas uma revista que anunciou que o grupo passaria em Córdoba e Rosário. Porém, o grupo só passou em Córdoba e realizaram o último show no Estádio Orfeo Superdomo em 08 de outubro de 2012.
Em setembro de 2012, a TV Yups Channel exibiu o último show do grupo no Gran Rex, em uma única função em um cinema em Lima no Peru, para apenas os ganhadores de um concurso. Porém, meses depois, o grupo se reuniu no Gran Rex em março de 2013 para gravar algumas entrevistas, em que formariam parte de um filme, chamado de "Teen Angels: El Adiós 3D", que seria lançado pela Yups Channel.
O filme foi lançado no dia 30 de maio de 2013 somente nos cinemas argentinos, tendo uma Avant Premiere com os integrantes, porém Gastón Dalmau não pode comparecer, pois estava nos EUA. O filme não foi lançado em DVD.
Ainda depois da dissolução do grupo, Teen Angels continua sendo até hoje a maior banda teen que a Argentina teve, pelos mais de 400 mil de cópias vendidas no mundo todo.

## Ex-integrantes
- Gastón Dalmau (2007-2012)
- Nico Riera (2007-2012)
- Peter Lanzani (2007-2012)
- Lali Espósito (2007-2012)
- China Suárez (2007-2010)
- Rochi Igarzábal (2011-2012)

## Filmografia

### Casi Ángeles
Teen Angels foi lançada através da novela Casi Ángeles (Quase Anjos intitulada no Brasil). Como ocorreu com Erreway, banda lançada por Rebelde Way. As canções interpretadas pelos atores da trama variam de temporada para temporada.

## Discografía

### DVDs
A lista abaixo, são lançamentos na Argentina.
| Nº | Nome                                        | Temporada | Características | Conteúdo |
| -- | ------------------------------------------- | --------- | --- | --- |
| 1  | Las Coreos Y Los Videoclips de Casi Ángeles | 1         | - Lançamento: Julho 2007 - Duração Aproximada: 65 minutos - Idioma: Castellano - Livre. - Indústria Argentina                     | Videoclipes - Voy Por Más - Casi Ángeles - Dos Ojos - Reina Gitana - Escaparé Coreografias - No Te Rindas - Tan Alegre El Corazón - Ché Bombón - Voy Por Más Bônus - Apresentação Teen Angels Teatro Gran Rex 2007 |
| 2  | Casi Ángeles En El Teatro Gran Rex          | 1         | - Duração aproximada: show 90 minutos, Backstage 30 minutos - Idioma: Castellano - Livre - Indústria Argentina                    | Show - Casi Ángeles, Show Teatro Gran Rex - Turnês dos Teen Angels pela Argentina Backstage - Bastidores do show Bônus - A despedida                                                                               |
| 3  | Las Coreos Y Los Clips de Casi Ángeles 2008 | 2         | - Lançamento: 23 de Julho de 2008 - Duração aproximada: 65 minutos - Idioma: castellano - Livre - Indústria Argentina             | Clipes - A Ver Si Pueden - Hay Un Lugar... - A Decir Que Si - Nenes Bien - Señas Tuyas Coreografias - A Ver Si Pueden - Un Paso - Casi Ángeles (Dance) - Nenes Bien                                                |
| 4  | Casi Ángeles En El Teatro Gran Rex 2008     | 2         | - Duração aproximada: show 84 minutos + bônus 45 minutos - Idioma: Castellano - Livre - Formato DVD: Zona 4 - Indústria Argentina | Show - Casi Ángeles, Show Teatro Gran Rex 2008 Bônus - El ángel rojo - La despedida - La sombra de Jazmin - La sombra de Mar - La sombra de Rama - La sombra de Simón - La sombra de Thiago                        |

### Singles
| 2007              | "Voy Por Más"              | Teen Angels 1     | 31 | 1  | 1  | 7       |
| 2007              | "Dos Ojos"                 | Teen Angels 1     | 57 | 3  | -- | 9       |
| 2007              | "Te Amaré Por Siempre" ¹   | Teen Angels 1     | -- | 9  | -- | S/Video |
| 2007              | "Tan Alegre El Corazón" ¹  | Teen Angels 1     | -- | 1  | -- | S/Video |
| 2008              | "A Ver Si Pueden"          | Teen Angels 2     | 5  | 1  | 3  | 1       |
| 2008              | "A Decir Que Si"           | Teen Angels 2     | 45 | 4  | -- | 3       |
| 2008              | "Hay Un Lugar..." ¹        | Teen Angels 2     | 90 | 10 | -- | S/Video |
| 2009              | "Hoy Quiero"               | Coca-Cola         | 5  | 10 | -- | 2       |
| 2009              | "Que Nos Volvamos A Ver"   | Teen Angels 3     | 9  | 2  | 4  | 3       |
| 2009              | "Vuelvo A Casa"            | Teen Angels 3     | 71 | 48 | -- | S/Video |
| 2009              | "Cada Vez Que Sale El Sol" | Coca-Cola         | 16 | 6  | -- | 3       |
| 2009              | "Navidad"                  | Coca-Cola         | 93 | -- | -- | --      |
| 2010              | "Vos Ya Sabés"             | Teen Angels 4     | 12 | 11 | -- | 1       |
| 2010              | "Miedo A Perderte"         | Teen Angels 4     | 4  | 1  | 2  | 8       |
| Hits #1           | Hits #1                    | Hits #1           | -- | 4  | 1  | 2       |
| Hits en el Top 10 | Hits en el Top 10          | Hits en el Top 10 | 4  | 11 | 4  | 9       |

- ¹-Singles somente de Radios

## Videoclips
| Ano  | Nome                     | Álbum                      | Intérpretes                     |
| ---- | ------------------------ | -------------------------- | ------------------------------- |
| 2007 | Voy Por Más              | Teen Angels (2007)         | Emilia Attias e TeenAngels      |
| 2007 | Dos Ojos                 | Teen Angels (2007)         | Emilia Attias e Nicolás Vázquez |
| 2007 | Casi Ángeles             | Teen Angels (2007)         | Emilia Attias                   |
| 2007 | Escaparé                 | Teen Angels (2007)         | Mariana Espósito                |
| 2007 | Reina Gitana             | Teen Angels (2007)         | María Eugenia Suárez            |
| 2008 | Nenes Bien               | Teen Angels (2007)         | TeenAngels                      |
| 2008 | A Ver Si Pueden          | Teen Angels (2008)         | TeenAngels                      |
| 2008 | A Decir Que Sí           | Teen Angels (2008)         | TeenAngels                      |
| 2008 | Señas Tuyas              | Teen Angels (2008)         | Nicolás Vázquez e Emilia Attias |
| 2008 | Nena                     | Teen Angels (2008)         | Peter Lanzani                   |
| 2008 | Hay Un Lugar             | Teen Angels (2008)         | Mariana Espósito                |
| 2008 | Un Paso                  | Teen Angels (2008)         | TeenAngels                      |
| 2009 | Hoy Quiero               | Coca-Cola                  | TeenAngels                      |
| 2009 | Que Nos Volvamos A Ver   | Teen Angels (2009)         | TeenAngels                      |
| 2009 | Vuelvo A Casa            | Teen Angels (2009)         | TeenAngels                      |
| 2009 | Pensando En Vos          | Teen Angels (2009)         | Gastón Dalmau                   |
| 2009 | Casi Un Sueño            | Teen Angels (2009)         | Pablo Martínez                  |
| 2009 | Cada Vez Que Sale El Sol | Coca-Cola                  | TeenAngels                      |
| 2009 | Navidad                  | Coca-Cola                  | TeenAngels                      |
| 2010 | Vos Ya Sabés             | Teen Angels (2010)         | TeenAngels                      |
| 2010 | Miedo A Perderte         | Teen Angels (2010)         | TeenAngels                      |
| 2010 | Bravo Por La Tierra      | Teen Angels (2010)         | TeenAngels                      |
| 2010 | Estoy Aquí Otra Vez      | Teen Angels (2010)         | TeenAngels                      |
| 2011 | Que Llegue Tu Voz        | Teen Angels (2011)         | TeenAngels                      |
| 2011 | Loco                     | Teen Angels (2011)         | TeenAngels                      |
| 2011 | Mírame, mírate           | Teen Angels (2011)         | TeenAngels                      |
| 2012 | Baja El Telón            | Teen Angels (La Despedida) | TeenAngels                      |
| 2013 | Integridad Perfecta      | Teen Angels (La Despedida) | Rochi Igarzabal e Nico Riera    |

## Turnês
Shows no Teatro Gran Rex (Tour's 2007 a 2012)
| Ano                              | Cidade       | Local           | Tickets  |
| -------------------------------- | ------------ | --------------- | -------- |
| Junho e Julho de 2007            | Buenos Aires | Teatro Gran Rex | +100.000 |
| Junho, Julho e agosto de 2008    | Buenos Aires | Teatro Gran Rex | +220.000 |
| Julho e Agosto de 2009           | Buenos Aires | Teatro Gran Rex | +200.000 |
| Julho, Agosto e Setembro de 2010 | Buenos Aires | Teatro Gran Rex | +300.000 |
| Julho de 2011                    | Buenos Aires | Teatro Gran Rex | +290.000 |
| Junho e Julho 2012               | Buenos Aires | Teatro Gran Rex | +200.000 |

### Tour 2008
A tour 2008 iniciou com o primeiro show internacional do grupo, na cidade Punta del este no Uruguai, meses antes do segundo disco ser lançado e semanas depois da primeira temporada da série Casi ángeles ter encerrado na Argentina. A primeira fase conta somente com os três primeiros shows, sendo que o realizado no Estádio Luna Park em Buenos Aires foi utilizado para promover o segundo disco do grupo e também a segunda temporada da série que estava iniciando na Argentina. Em junho o grupo pop juntamente com o elenco da série, iniciam uma série de shows no Teatro Gran Rex em Buenos Aires, que ocorre durante Junho, julho e agosto e foi considerada a maior apresentação musical em teatro do ano na Argentina e também a maior em vendas de bilheterias do grupo; após os shows no Gran Rex, eles iniciam uma turnê pela Argentina e também um show na cidade Montevideo no Uruguai. Em dezembro, os Teen Angels voltam ao Teatro Gran Rex e realizam equivalente mais 8 shows no local referido, encerrando a turnê em janeiro de 2009 na cidade Mar del Plata na Argentina.
| Data                  | Cidade                | País      | Local                          | Notas                                                                             |
| --------------------- | --------------------- | --------- | ------------------------------ | --------------------------------------------------------------------------------- |
| América do Sul        |                       |           |                                |                                                                                   |
| 18 de Janeiro         | Punta del Este        | Uruguai   | Hotel Conrad & Resort          | Primeiro show internacional do grupo.                                             |
| 23 de Fevereiro       | Córdoba               | Argentina | Estadio Orfeo Superdomo        | Show com a participação de Emilia Attias e Nicolas Vázquez.                       |
| 27 de Março           | Buenos Aires          | Argentina | Estádio Luna Park              |                                                                                   |
| Junho, Julho e Agosto | Buenos Aires          | Argentina | Teatro Gran Rex                | Mais de 50 shows durante 3 messes (Datas em breve)                                |
| 11 de outubro         | Rosario               | Argentina | Estadio Newell's Old Boys      | 2 Shows                                                                           |
| 18 de outubro, 2008   | Neuquén               | Argentina | Estadio Ruca Che               | 2 Shows                                                                           |
| 25 de outubro, 2008   | Mendoza               | Argentina | Estadio Abierto Andes Talleres | -                                                                                 |
| 26 de outubro, 2008   | San Juan              | Argentina | Estadio Cerrado Aldo Cantoni   | -                                                                                 |
| 01 de novembro, 2008  | Santa Fe              | Argentina | Estadio Colón de Santa Fe      | -                                                                                 |
| 08 de novembro, 2008  | Montevideo            | Uruguai   | Estadio Centenario             | -                                                                                 |
| 15 de novembro, 2008  | Córdoba               | Argentina | Estadio Orfeo Superdomo        | 2 Shows                                                                           |
| 22 de novembro, 2008  | San Luis              | Argentina | Estadio Funes                  | -                                                                                 |
| 29 de novembro, 2008  | San Miguel de Tucumán | Argentina | Estadio Monumental             | -                                                                                 |
| 30 de novembro, 2008  | Salta                 | Argentina | Estadio Delmi                  | -                                                                                 |
| Dezembro, 2008        | Buenos Aires          | Argentina | Teatro Gran Rex                | Mais de 8 shows para comemoração do fim da 2ªTemporada da novela (Datas em Breve) |
| 24 de Janeiro, 2009   | Mar del Plata         | Argentina | Polideportivo Islas Malvinas   | Primeiro show da Tour 2009, com single "Hoy Quiero"                               |
| 25 de Janeiro, 2009   | Mar del Plata         | Argentina | Polideportivo Islas Malvinas   | -                                                                                 |

### Recordes de público
- Gran Rex: +250.000 (Vários shows)
- Rosário, Argentina: 10.000 (2 shows)
- Mendoza, Argentina: +14.000
- Córdoba, Argentina: +20.000 (2 shows)
- Montevideú, Uruguay: +10.000

### Tour 2009
A tour 2009 é subdividida em três partes, uma delas está a "Tour promocional", em que o grupo ao decorrer do ano 2009, visitou vários países como Venezuela, Chile, Peru, Equador, Panamá, República Dominicana, México, Guatemala, Costa Rica e Itália, a fim de promocionar a série Casi ángeles nestes países e também a promoção de seus álbuns de estúdio. Porém não realizaram concertos ou showcase nestes países, somente no México para promocionar uma edição do segundo disco de estúdio do grupo no país. Em julho os Teen Angels com a participação do elenco da série, iniciam a terceira série de shows no Teatro Gran Rex em Buenos Aires, e em outubro viajam até a cidade israelense Tel Aviv em que realizam 13 shows no Arena Nokia, cada show contendo mais de 6 mil pessoas gravando então o quarto álbum de vídeo, e o terceiro álbum ao vivo. Esta turnê foi marcada por vários cancelamentos de shows tanto na Argentina quanto em outros países como México e outros.
| Repertório - Buenos Aires |
| --- |
| 1. Abertura/Salva la paz (Emilia Attias) 2. Un dia mas (Man) 3. Casi un Sueño (Pablo Martinez) 4. No deben salir/Puedo Ser - Versão teatro (Man,Emilia Attias/Julia Calvo) 5. Hoy (Teen Angels) 6. Hay un lugar - Versão Teatro (Lali Espósito e Julia Calvo) 7. Quien (Teen Angels) 8. Donde estás amigo (Emilia Attias e Benjamin Amadeo) 9. Cual - Versão Teatro (Julia Calvo e Benjamin Amadeo) 10. Siento (Lali Espósito) 11. Una vez más (Peter Lanzani e Lali Espósito) 12. Vuelvo a casa (Teen Angels, Paula Reca e Máximo Reca) 13. Que nos volvamos a ver (Todos) 14. Cuando llegue tu amor (Mariano Torre e Emilia Attias) 15. A ver si pueden (Jimena Barón) 16. Cual (Teen Angels, Man, Emilia Attias, Mariano Torre, Paula Reca, Máximo Reca, Victorio D' Alessandro) 17. Pensando en vos (Gaston Dalmau e Rochi Igarzabal) 18. Tal Alegre el corazón - Reggaeton (Teen Angels, Man, Emilia Attias, Jimena Barón, Victorio D' Alessandro, Paula Reca e Máximo Reca) 19. Te perdi (Eugenia Suaréz e Nicolas Riera) 20. Voy por más (Teen Angels, Man, Paula Reca, Máximo Reca, Victorio D' Alessandro, Jimena Barón, Jaime Dominiguéz, Mariano Torre) 21. Que mis ojos (Emilia Attias e Mariano Torre) 22. A decir que si (Teen Angels) 23. Por el Sí (Todos) 24. Salva la Paz (Todos) 25. Cada vez que sale el Sol - Faixa Bônus (Teen Angels) |

| Repertório - Argentina |
| --- |
| 1. Abertura/Salva la paz - Instrumental 2. Hoy (Teen Angels) 3. Un dia mas (Man) 4. Casi un Sueño (Pablo Martinez) 5. Hay un lugar - Versão Teatro (Lali Espósito) 6. Quien (Teen Angels) 7. Siento (Lali Espósito) 8. Una vez más (Peter Lanzani e Lali Espósito) 9. Vuelvo a casa (Teen Angels) 10. Que nos volvamos a ver (Todos) 11. A ver si pueden (Teen Angels) 12. Cual (Teen Angels, Man) 13. Pensando en vos (Gaston Dalmau e Rochi Igarzabal) 14. Tal Alegre el corazón - Reggaeton (Teen Angels, Man,Victorio D' Alessandro) 15. Te perdi (Eugenia Suaréz e Nicolas Riera) 16. Voy por más (Teen Angels, Man, Victorio D' Alessandro) 17. Que mis ojos (Gaston Dalmau) 18. A decir que si (Teen Angels) 19. Por el Sí (Todos) 20. Salva la Paz (Todos) 21. Cada vez que sale el Sol - Faixa Bônus (Teen Angels) |

| Repertório - Israel |
| --- |
| 1. Abertura/Voy por más (Teen Angels e Man) 2. Casi Ángeles - Dance (Teen Angels) 3. Puedo Ser (Eugenia Suaréz) 4. El Espejo (Gaston Dalmau e Rochi Igarzabal) 5. No te rindas (Man) 6. Un paso (Teen Angels) 7. Escaparé (Lali Espósito) 8. De cabezas (Pablo Martinez) 9. Quien (Teen Angels) 10. Hay un lugar (Lali Espósito) 11. Nenes Bien (Teen Angels) 12. Valiente (Emilia Attias) 13. Reina Guitana (Eugenia Suaréz) 14. Dieciseis (Man) 15. Medley: - Dos Ojos (Teen Angels) - Para vos (Teen Angels) - Che bombom (Teen Angels) 1. Tan alegre el corazón - Reggeaton (Teen Angels) 2. Nena (Peter Lanzani) 3. A ver si pueden (Teen Angels) 4. Angeles del mundo (Teen Angels) 5. A decir que si (Teen Angels) 6. Que nos volvamos a ver (Teen Angels) 7. Estoy Listo + Estoy Listo Final (Todos) |

| Repertório - México e Espanha |
| --- |
| 1. Voy por más (Teen Angels) 2. Nenes bien (Teen Angels) 3. A Ver si pueden (Teen Angels) 4. Angeles del Mundo (Teen Angels) 5. A decir que si (Teen Angels) 6. Estoy Listo (Teen Angels) |

| Data                  | Cidade           | País      | Local                              | Notas                                 |
| --------------------- | ---------------- | --------- | ---------------------------------- | ------------------------------------- |
| América do Norte      |                  |           |                                    |                                       |
| 18 de fevereiro, 2009 | Cidade do México | México    | Lunário                            | Tour promocional.                     |
| América do Sul        |                  |           |                                    |                                       |
| 13 de junho, 2009     | Buenos Aires     | Argentina | Teatro Gran Rex                    | Primeiro show em Buenos aires da tour |
| 13 de junho, 2009     | Buenos Aires     | Argentina | Teatro Gran Rex                    | -                                     |
| 14 de junho, 2009     | Buenos Aires     | Argentina | Teatro Gran Rex                    | -                                     |
| 20 de junho, 2009     | Buenos Aires     | Argentina | Teatro Gran Rex                    | -                                     |
| 21 de junho, 2009     | Buenos Aires     | Argentina | Teatro Gran Rex                    | -                                     |
| 27 de junho, 2009     | Buenos Aires     | Argentina | Teatro Gran Rex                    | -                                     |
| 04 de julho, 2009     | Buenos Aires     | Argentina | Teatro Gran Rex                    | -                                     |
| 07 de julho, 2009     | Buenos Aires     | Argentina | Teatro Gran Rex                    | -                                     |
| 18 de julho, 2009     | Buenos Aires     | Argentina | Teatro Gran Rex                    | -                                     |
| 19 de julho, 2009     | Buenos Aires     | Argentina | Teatro Gran Rex                    | -                                     |
| 25 de julho, 2009     | Buenos Aires     | Argentina | Teatro Gran Rex                    | -                                     |
| 26 de julho, 2009     | Buenos Aires     | Argentina | Teatro Gran Rex                    | -                                     |
| 29 de julho, 2009     | Buenos Aires     | Argentina | Teatro Gran Rex                    | -                                     |
| 01 de agosto, 2009    | Buenos Aires     | Argentina | Teatro Gran Rex                    | -                                     |
| 02 de agosto, 2009    | Buenos Aires     | Argentina | Teatro Gran Rex                    | -                                     |
| 08 de agosto, 2009    | Buenos Aires     | Argentina | Teatro Gran Rex                    | -                                     |
| 09 de agosto, 2009    | Buenos Aires     | Argentina | Teatro Gran Rex                    | -                                     |
| 15 de agosto, 2009    | Buenos Aires     | Argentina | Teatro Gran Rex                    | -                                     |
| 16 de agosto, 2009    | Buenos Aires     | Argentina | Teatro Gran Rex                    | -                                     |
| 17 de agosto, 2009    | Buenos Aires     | Argentina | Teatro Gran Rex                    | -                                     |
| 22 de agosto, 2009    | Buenos Aires     | Argentina | Teatro Gran Rex                    | -                                     |
| 23 de agosto, 2009    | Buenos Aires     | Argentina | Teatro Gran Rex                    | -                                     |
| 29 de agosto, 2009    | Buenos Aires     | Argentina | Teatro Gran Rex                    | -                                     |
| 30 de agosto, 2009    | Buenos Aires     | Argentina | Teatro Gran Rex                    | Gravação do DVD                       |
| Europa                |                  |           |                                    |                                       |
| 29 de Setembro, 2009  | Madrid           | Espanha   | Telefónica Flagship Store          | Primeiro show na Espanha              |
| Ásia                  |                  |           |                                    |                                       |
| 04 de outubro, 2009   | Tel Aviv         | Israel    | Arena Nokia                        | 3 Shows                               |
| 05 de outubro, 2009   | Tel Aviv         | Israel    | Arena Nokia                        | 3 Shows                               |
| 06 de outubro, 2009   | Tel Aviv         | Israel    | Arena Nokia                        | 3 Shows                               |
| 07 de outubro, 2009   | Tel Aviv         | Israel    | Arena Nokia                        | 3 Shows                               |
| 08 de outubro, 2009   | Tel Aviv         | Israel    | Arena Nokia                        | 1 Shows \| Gravação do DVD            |
| América do Sul        |                  |           |                                    |                                       |
| 07 de novembro, 2009  | Córdoba          | Argentina | Estadio Superdomo                  | -                                     |
| 08 de novembro, 2009  | Córdoba          | Argentina | Estadio Superdomo                  | -                                     |
| 03 de Dezembro, 2009  | Rosario          | Argentina | Hipodromo del Parque Independencia | -                                     |

### Recordes de público
- Gran Rex: +200.000 (em vários shows)
- Tel Aviv, Israel: +90.000 (em vários shows)
- Córdoba: +19.000 (em 2 shows)

### Tour 2010/El Adiós Casi Angeles
A Tour 2010 é subdividida em duas partes, são elas a Tour Internacional e a Tour El Adiós a Casi Ángeles. A turnê inicia com 9 concertos em Tel Aviv, Israel, em apenas 2 dias sendo um público superior a 50 mil pessoas. O inicio da turnê é marcado por vários shows cancelados, dentre eles está dois shows que seriam realizados no Equador em fevereiro, e no inicio de maio em Caracas na Venezuela em que foi cancelado após terem vendido mais de 3 mil entradas em poucos dias. O concerto gratuito do dia 22 de maio em Madri na Espanha, tem caráter filantropo, pois o grupo apoiou uma organização política no Dia internacional da Biodiversidade. A série de shows no Teatro Gran Rex como é de costume a banda realizar com o elenco da série Casi ángeles, foi marcado pelo sentimento de despedida, pois este seria o último musical do grupo com o elenco da novela que já estava encerrando na Argentina com sua quarta e última temporada; esses shows foram contabilizados em mais de 50 sendo o maior musical de teatro realizado na América Latina daquele mesmo ano, e com ele o grupo fez uma turnê de despedida da novela passando somente pela Argentina. O primeiro show gratuito do grupo na Argentina foi na cidade Banfield para mais de 50 mil pessoas que lotaram 3 quadras da maior avenida da cidade. O último show da turnê, em 07 de dezembro na cidade Junín foi marcada por duas despedidas, a do elenco da novela e da integrante do grupo pop María Eugenia Suárez que deixou o grupo oficialmente em janeiro de 2011.
| Repertório - Israel Espanha Peru Chile |
| --- |
| 1. Abertura/Salva la paz (Intro) 2. Hoy (Teen Angels) 3. A decir que si (Teen Angels) 4. Te perdi (Eugenia Suaréz) 5. Un paso (Teen Angels) 6. Escaparé (Lali Espósito e Gaston Dalmau) 7. Pensando en vos (Gaston Dalmau) 8. Cual (Teen Angels) 9. Cada vez que sale el Sol (Teen Angels) 10. Voy por más (Teen Angels) 11. Una vez más (Peter Lanzani e Lali Espósito) 12. Musicas de Benjamin Rojas (Participação Especial) 13. Tan alegre el Corazón - Reggeaton (Nicolas Riera) 14. Vuelvo a casa (Teen Angels) 15. A ver si pueden (Teen Angels) 16. Quien (Teen Angels) 17. Angeles del Mundo (Teen Angels) 18. Que nos volvamos a ver (Teen Angels) 19. Estoy Listo (Teen Angels) 20. Salva la Paz + Despedida (Teen Angels) |

| Repertório - Argentina |
| --- |
| 1. Abertura/Hoy (Teen Angels) 2. Estoy aqui otra Vez (Teen Angels) 3. Quiero salir del Paraiso (Lali Espósito e Eugenia Suaréz) 4. Vuelvo a casa (Teen Angels) 5. Cambiar de aire (Eugenia Suaréz e Benjamin Amadeo) 6. Solos amigos (Candela Vetrano, Rochi Igarzabal e Maria del Cerro) 7. Vos ya Sabes (Teen Angels) 8. Por eso estoy preso (Nicolas Riera) 9. Abre tus ojos (Gaston Dalmau) 10. Hoy te vi (Teen Angels) 11. All a need is Vos (Todos) 12. Donde estás (Peter Lanzani) 13. Que nos volvamos a ver (Todos) 14. A decir que si (Teen Angels) 15. Miedo a Perdete (Teen Angels) 16. Quien (Teen Angels) 17. Me voy (Lali Espósito) 18. Cada vez que Sale el Sol (Teen Angels) 19. No te digo Adiós (Teen Angels e Man) 20. Resiste (Todos) 21. Bravo por la tierra + Despedida (Todos) |

| Repertório - Brasil |
| --- |
| 1. Vamos ver Quem pode - A ver si Pueden, em versão Português (Teen Angels) 2. A decir que si/A dizer que sim - Versão em Espanhol e Português (Teen Angels) 3. Nenes Bien (Teen Angels) 4. Estoy Listo + Final |

| Data                 | Cidade       | País      | Local                                      | Notas                                                                                               |
| -------------------- | ------------ | --------- | ------------------------------------------ | --------------------------------------------------------------------------------------------------- |
| Ásia                 |              |           |                                            | |
| 20 de Março, 2010    | Tel Aviv     | Israel    | Tel Aviv Exhibition Grounds                | 9 shows em dois dias.                                                                               |
| 21 de Março, 2010    | Tel Aviv     | Israel    | Tel Aviv Exhibition Grounds                | |
| Europa               |              |           |                                            | |
| 26 de Março, 2010    | Madrid       | Espanha   | Palacio Vistalegre                         | -                                                                                                   |
| América do Sul       |              |           |                                            | |
| 01 de Maio, 2010     | Lima         | Peru      | Jockey Club                                | -                                                                                                   |
| 07 de Maio, 2010     | São Paulo    | Brasil    | Programa Raul Gil (Band)                   | Pocketshow - Primeira vez ao Brasil, pequeno show promocional                                       |
| Europa               |              |           |                                            | |
| 22 de Maio, 2010     | Madrid       | Espanha   | Centro de Madrid                           | Show para o Dia internacional da Biodiversidade                                                     |
| América do Sul       |              |           |                                            | |
| 09 de Julho, 2010    | Buenos Aires | Argentina | Teatro Gran Rex                            | Primeiro show para a Despedida da novela Casi Angeles (Quase Anjos)                                 |
| 10 de Julho, 2010    | Buenos Aires | Argentina | Teatro Gran Rex                            | -                                                                                                   |
| 11 de Julho, 2010    | Buenos Aires | Argentina | Teatro Gran Rex                            | -                                                                                                   |
| 17 de Julho, 2010    | Buenos Aires | Argentina | Teatro Gran Rex                            | -                                                                                                   |
| 18 de Julho, 2010    | Buenos Aires | Argentina | Teatro Gran Rex                            | -                                                                                                   |
| 20 de Julho, 2010    | Buenos Aires | Argentina | Teatro Gran Rex                            | -                                                                                                   |
| 21 de Julho, 2010    | Buenos Aires | Argentina | Teatro Gran Rex                            | -                                                                                                   |
| 22 de Julho, 2010    | Buenos Aires | Argentina | Teatro Gran Rex                            | -                                                                                                   |
| 23 de Julho, 2010    | Buenos Aires | Argentina | Teatro Gran Rex                            | -                                                                                                   |
| 24 de Julho, 2010    | Buenos Aires | Argentina | Teatro Gran Rex                            | -                                                                                                   |
| 25 de Julho, 2010    | Buenos Aires | Argentina | Teatro Gran Rex                            | -                                                                                                   |
| 27 de Julho, 2010    | Buenos Aires | Argentina | Teatro Gran Rex                            | -                                                                                                   |
| 28 de Julho, 2010    | Buenos Aires | Argentina | Teatro Gran Rex                            | -                                                                                                   |
| 29 de Julho, 2010    | Buenos Aires | Argentina | Teatro Gran Rex                            | -                                                                                                   |
| 30 de Julho, 2010    | Buenos Aires | Argentina | Teatro Gran Rex                            | -                                                                                                   |
| 31 de Julho, 2010    | Buenos Aires | Argentina | Teatro Gran Rex                            | -                                                                                                   |
| 01 de Agosto, 2010   | Buenos Aires | Argentina | Teatro Gran Rex                            | -                                                                                                   |
| 07 de Agosto, 2010   | Buenos Aires | Argentina | Teatro Gran Rex                            | -                                                                                                   |
| 08 de Agosto, 2010   | Buenos Aires | Argentina | Teatro Gran Rex                            | -                                                                                                   |
| 14 de Agosto, 2010   | Buenos Aires | Argentina | Teatro Gran Rex                            | -                                                                                                   |
| 15 de Agosto, 2010   | Buenos Aires | Argentina | Teatro Gran Rex                            | -                                                                                                   |
| 16 de Agosto, 2010   | Buenos Aires | Argentina | Teatro Gran Rex                            | -                                                                                                   |
| 21 de Agosto, 2010   | Buenos Aires | Argentina | Teatro Gran Rex                            | -                                                                                                   |
| 22 de Agosto, 2010   | Buenos Aires | Argentina | Teatro Gran Rex                            | -                                                                                                   |
| 28 de Agosto, 2010   | Buenos Aires | Argentina | Teatro Gran Rex                            | -                                                                                                   |
| 29 de Agosto, 2010   | Buenos Aires | Argentina | Teatro Gran Rex                            | -                                                                                                   |
| 05 de Setembro, 2010 | Santiago     | Chile     | Movistar Arena                             | -                                                                                                   |
| 11 de Setembro, 2010 | Buenos Aires | Argentina | Teatro Gran Rex                            | -                                                                                                   |
| 12 de Setembro, 2010 | Buenos Aires | Argentina | Teatro Gran Rex                            | Ultimo Show com o elenco da novela em Buenos Aires e no Teatro, gravado e exibido pela Yups Channel |
| 02 de Outubro, 2010  | Santa Fe     | Argentina | Estadio Cubierto De Unión De Santa Fe      | -                                                                                                   |
| 16 de Outubro, 2010  | San Juan     | Argentina | Estadio Cerrado Aldo Cantoni               | -                                                                                                   |
| 17 de Outubro, 2010  | Mendoza      | Argentina | Estadio Abierto Andes Talleres             | -                                                                                                   |
| 23 de Outubro, 2010  | Banfield     | Argentina | La Calle Alsina Y Peña                     | Primeiro show Gratuito da banda, com mais de 50 mil pessoas                                         |
| 30 de Outubro, 2010  | Rosario      | Argentina | Estadio Cubierto Newell's Old Boys         | -                                                                                                   |
| 06 de Novembro, 2010 | Córdoba      | Argentina | Estadio Orfeo Superdomo                    | -                                                                                                   |
| 06 de Novembro, 2010 | Córdoba      | Argentina | Estadio Orfeo Superdomo                    | -                                                                                                   |
| 12 de Novembro, 2010 | Neuquén      | Argentina | Estadio Ruca Che                           | -                                                                                                   |
| 14 de Novembro, 2010 | Trelew       | Argentina | Estadio Racing Club De La Ciudad De Trelew | -                                                                                                   |
| 20 de Novembro, 2010 | San Vicente  | Argentina | Estadio Club Brown De San Vicente          | -                                                                                                   |
| 27 de Novembro, 2010 | Tandil       | Argentina | Estadio Club Independiente De Tandil       | -                                                                                                   |
| 28 de Novembro, 2010 | Bahía Blanca | Argentina | Estadio Liniers                            | -                                                                                                   |
| 07 de Dezembro, 2010 | Junín        | Argentina | Estadio Eva Perón                          | Ultimo show da banda com o elenco da novela, e ultimo show com a Eugênia Suaréz, final da Tour 2010 |

### Recordes de público
- Gran Rex: +300.000 (vários shows, ficando em primeiro lugar em shows em teatros em 1 mês)
- Tel Aviv, Israel: +30.000 (vários shows)
- Banfield, Argentina: +50.000
- Córdoba, Argentina: +20.000 (dois shows)

### Tour 2011
A Tour 2011 foi marcada pela saída da integrante María Eugenia Suárez, seu lugar sendo ocupado por Rocío Igarzábal que era uma atriz e cantora na banda fictícia "Man" proveniente da série Casi ángeles (série de onde o grupo Teen Angels se formou). Rochi, apelido de Rocío, acompanhou os Teen Angels durante todas suas turnês quando a banda realizava shows com o elenco da série. A tour iniciaria no dia 29 de janeiro na cidade Mar del Plata na Argentina, porém o show que nem tinha sido confirmado ainda pelos produtores do grupo, fora cancelado, sendo assim, a turnê começou no dia 22 de janeiro na cidade uruguaia Punta del este. A turnê é subdividida em duas partes, pois os primeiros shows realizados antes de junho, não continham músicas do quinto álbum de estúdio, pois o mesmo fora lançado somente em 05 de julho daquele mesmo ano. A segunda parte da turnê inicia com o show no dia 09 de julho no Teatro Gran Rex em Buenos Aires, trazendo quase todas as músicas inéditas o quinto álbum de estúdio que se converteu em Disco de ouro em apenas 2 dias de vendas, certificado pela CAPIF. Após o primeiro show em Buenos Aires, iniciaram vários outros no mesmo local até o final de julho. A partir de agosto o grupo inicia a turnê pela Argentina, oferecendo um show gratuito na cidade La Plata para mais de 55 mil pessoas na praça Moreno, em frente a catedral de La Plata. Em setembro, o grupo oferece o segundo show gratuito na Argentina nesta turnê, desta vez na cidade Tigre para mais de 100 mil pessoas, um recorde de público do grupo pop, sendo transmitido ao vivo pela C5N. Em outubro o grupo realiza o último show na cidade israelense Tel Aviv, no país onde mais bem recebeu-os com multidões e euforia. Em novembro o grupo pop é escolhido para abrir o show da cantora norte-americana Britney Spears no Estádio Único de La Plata na cidade argentina La Plata. A turnê encerra com o show na cidade peruana Lima, gravado e transmitido dias depois em formato de especial pelo canal Yups Channel.
| Repertório - Primeira fase: Uruguai Israel |
| --- |
| 1. Abertura 2. Estoy aqui otra vez(Teen Angels) 3. A ver si Pueden (Teen Angels) 4. Miedo a Perdete (Teen Angels) 5. Casi Angeles - Dance (Teen Angels) 6. Abre tus ojos (Gaston Dalmau e Rochi Igarzabal) 7. Por esto estoy preso (Nicolas Riera, Lali Espósito e Rochi Igarzabal) 8. Vuelvo a casa (Teen Angels) 9. Quiero salir del paraiso (Lali Espósito e Rochi Igarzabal) 10. Donde estás (Peter Lanzani) 11. Hoy te vi (Teen Angels) 12. Resiste (Teen Angels) 13. Cada vez que sale el sol (Teen Angels) 14. A decir que si (Teen Angels) 15. Hoy (Teen Angels) 16. Me voy (Lali Espósito) 17. Alguien (Peter Lanzani, Nicolas Riera e Gaston Dalmau) 18. Vos ya sabes (Teen Angels) 19. No te digo adiós (Teen Angels) 20. Quien (Teen Angels) 21. Angeles del mundo (Teen Angels) 22. Bravo por la tierra (Teen Angels) 23. Que nos volvamos a ver (Teen Angels) 24. Estoy aqui otra vez - Bis (Teen Angels) |

| Repertório - Segunda fase: Argentina Uruguai Peru Israel |
| --- |
| 1. Abertura 2. La vida es mejor cantando(Teen Angels) 3. Estoy aqui otra vez(Teen Angels) 4. A ver si Pueden (Teen Angels) 5. Miedo a Perdete (Teen Angels) 6. Loco (Teen Angels) 7. Mi corazón (Teen Angels) 8. Pensando en vos - Versão 2011 (Teen Angels) 9. Vuelvo a casa (Teen Angels) 10. Cada vez que sale el sol (Teen Angels) 11. Voy por más (Teen Angels) 12. Casi Ángeles - Dance (Teen Angels) 13. Quiero salir del paraiso (Lali Espósito e Rochi Igarzabal) 14. Y si alguna vez (Peter Lanzani, Gaston Dalmau e Nicolas Riera) 15. Mirame y Mirate (Teen Angels) 16. Hoy te vi (Teen Angels) 17. Hoy (Teen Angels) 18. Quien (Teen Angels) 19. Que llegue tu voz (Teen Angels) 20. Vos ya Sabes (Teen Angels) 21. Angeles Del Mundo (Teen Angels) 22. Bravo por la Tierra (Teen Angels) 23. Que nos volvamos a ver + Final(Teen Angels) |

| Data                 | Cidade             | País      | Local                              | Notas                                                                           |
| -------------------- | ------------------ | --------- | ---------------------------------- | ------------------------------------------------------------------------------- |
| América do Sul       |                    |           |                                    |                                                                                 |
| 22 de Janeiro, 2011  | Punta del Este     | Uruguai   | Hotel Conrad & Resort              | Primeiro show com Rocío Igárzabal.                                              |
| Ásia                 |                    |           |                                    |                                                                                 |
| 19 de Março, 2011    | Tel Aviv           | Israel    | Arena Nokia                        | 3 mega shows em um dia                                                          |
| América do Sul       |                    |           |                                    |                                                                                 |
| 18 de junho, 2011    | Comodoro Rivadavia | Argentina | Predio Ferial                      | -                                                                               |
| 08 de julho, 2011    | Buenos Aires       | Argentina | Teatro Gran Rex                    | Primeiro show da banda no Teatro com a Rochi Igarzabal como integrante da banda |
| 09 de julho, 2011    | Buenos Aires       | Argentina | Teatro Gran Rex                    | -                                                                               |
| 16 de julho, 2011    | Buenos Aires       | Argentina | Teatro Gran Rex                    | -                                                                               |
| 17 de julho, 2011    | Buenos Aires       | Argentina | Teatro Gran Rex                    | -                                                                               |
| 19 de julho, 2011    | Buenos Aires       | Argentina | Teatro Gran Rex                    | -                                                                               |
| 20 de julho, 2011    | Buenos Aires       | Argentina | Teatro Gran Rex                    | -                                                                               |
| 21 de julho, 2011    | Buenos Aires       | Argentina | Teatro Gran Rex                    | -                                                                               |
| 22 de julho, 2011    | Buenos Aires       | Argentina | Teatro Gran Rex                    | -                                                                               |
| 23 de julho, 2011    | Buenos Aires       | Argentina | Teatro Gran Rex                    | -                                                                               |
| 24 de julho, 2011    | Buenos Aires       | Argentina | Teatro Gran Rex                    | -                                                                               |
| 28 de julho, 2011    | Buenos Aires       | Argentina | Teatro Gran Rex                    | -                                                                               |
| 29 de julho, 2011    | Buenos Aires       | Argentina | Teatro Gran Rex                    | -                                                                               |
| 30 de julho, 2011    | Buenos Aires       | Argentina | Teatro Gran Rex                    | Ultimo show da banda de 2011 em Buenos Aires                                    |
| 06 de agosto, 2011   | La Plata           | Argentina | Plaza Moreno                       | Show gratuito em uma praça, para mais de 50 mil pessoas                         |
| 13 de agosto, 2011   | Montevideo         | Uruguai   | Palacio Peñarol                    | Ultimo show da banda no Uruguay                                                 |
| 20 de agosto, 2011   | Rosario            | Argentina | Estadio Cubierto Newell's Old Boys | -                                                                               |
| 27 de agosto, 2011   | Santa Fe           | Argentina | Estadio Cubierto Club Unión        | -                                                                               |
| 28 de agosto, 2011   | Córdoba            | Argentina | Estadio Orfeo Superdomo            | -                                                                               |
| 24 de setembro, 2011 | Tigre              | Argentina | El Playon De La Estacion De Trenes | Show gratuito para mais de 100 mil pessoas, transmitido ao vivo pela TV         |
| Ásia                 |                    |           |                                    |                                                                                 |
| 23 de outubro, 2011  | Tel Aviv           | Israel    | Ganey Hataaruja                    | Segundo show da banda em 2011 em Tel Aviv, ultimo show em Israel                |
| América do Sul       |                    |           |                                    |                                                                                 |
| 20 de novembro, 2011 | La Plata           | Argentina | Estádio Unico de La Plata          | Banda de inicio/apoio no show da Britney Spears                                 |
| 26 de novembro, 2011 | Pilar              | Argentina | Haras de El Capricho               | -                                                                               |
| 13 de dezembro, 2011 | Lima               | Peru      | Scencia de La Molina               | Show transmitido pela Yups Channel                                              |

### Recordes de público
- Gran Rex: +45.000
- Tel Aviv, Israel: +19.000
- La Plata, Argentina: +50.000
- Tigre, Argentina: +100.000
- La Plata, Argentina: +60.000 (abrindo o show de Britney Spears)
- Córdoba, Argentina: +8.000
- Montevideú, Uruguay: +6.000

### Tour El Adiós 2012
A Tour el adiós foi a menor realizada pelo grupo, totalizando somente 15 shows realizados em apenas duas cidades argentinas, sendo elas Buenos Aires e Córdoba. O último álbum de estúdio conteve somente três músicas inéditas, e o resto fora regravações dos maiores sucessos dos álbuns anteriores só que desta vez na voz da nova integrante do grupo Rocío Igárzabal que começou a integrar o grupo em 2011. O motivo pela turnê de despedida do grupo ser tão pequena, é o fato de que os integrantes estavam seguindo outras carreiras e novos projetos fora da banda, como Nicolás Riera e Rocío Igárzabal estavam interpretando um casal romântico na telenovela argentina Dulce Amor, e Lali Espósito estava apresentando-se no teatro na peça teatral "Las bruja de salén". Após os vários shows no Teatro Gran Rex em Buenos Aires que fora de junho até julho, era esperado de que o grupo passasse por todas as cidades argentinas que já tinham passado ao longo da carreira e também por todos os países que já visitaram, porém isso não aconteceu, fazendo a revolta dos fãs que não se despediram de perto do grupo. Os dois últimos shows da banda seriam nas cidades argentinas de Rosário e Córdoba respetivamente, porém só fora confirmado em Córdoba, que encerrou todas as atividades como banda no dia 08 de outubro de 2012 no Estádio Orfeo Superdomo na cidade cordobense. Porém pelo fato da turnê não ter satisfeito o desejo de todos os fãs, o canal Yups Channel anunciou que os Teen Angels lançariam um documentário para os cinemas em 3D, que contaria com o último show realizado pela banda no Teatro Gran Rex, mais entrevistas feitas com os integrantes do grupo que voltaram ao Teatro Gran Rex em março de 2013 para gravar as entrevistas. Sendo assim, o filme Teen Angels: El Adiós 3D foi lançado no dia 30 de maio de 2013 em todos os cinemas 3D na Argentina, e logo depois em alguns países.
| Repertório - El Adiós |
| --- |
| 1. Abertura/Angeles del mundo (Teen Angels) 2. Llega en forma de amor (Teen Angels) 3. Loco (Teen Angels) 4. Dos ojos (Teen Angels) 5. Para vos (Teen Angels) 6. Vos ya sabes (Teen Angels) 7. Cada vez que sale el sol (Teen Angels) 8. Nena (Peter Lanzani) 9. El espejo/Abre tus ojos (Gaston Dalmau) 10. Escaparé (Lali Espósito) 11. Integridad Perfecta (Rochi Igarzabal e Nicolas Riera) 12. Un paso (Teen Angels) 13. La vida es mejor cantando (Teen Angels) 14. Hoy/Quien (Teen Angels) 15. Mirame y Mirate (Teen Angels) 16. Miedo a perderte (Teen Angels) 17. A decir que si (Teen Angels) 18. A ver si pueden/Bravo por la tierra (Teen Angels) 19. Estoy aqui otra vez (Teen Angels) 20. Que nos volvamos a ver (Teen Angels) 21. Vuelvo a casa (Teen Angels) 22. Que llegue tu voz (Teen Angels) 23. Baja el telón (Teen Angels) 24. No te digo adiós + Final e Despedida Emotiva (Teen Angels) |

| Data                | Cidade       | País      | Local           | Notas                                                                   |
| ------------------- | ------------ | --------- | --------------- | ----------------------------------------------------------------------- |
| América do Sul      |              |           |                 |                                                                         |
| 16 de Junho, 2012   | Buenos Aires | Argentina | Teatro Gran rex | Primeiro show da turnê de despedida                                     |
| 17 de Junho, 2012   | Buenos Aires | Argentina | Teatro Gran rex | -                                                                       |
| 23 de Junho, 2012   | Buenos Aires | Argentina | Teatro Gran rex | -                                                                       |
| 24 de Junho, 2012   | Buenos Aires | Argentina | Teatro Gran rex | -                                                                       |
| 30 de Junho, 2012   | Buenos Aires | Argentina | Teatro Gran rex | -                                                                       |
| 01 de Julho, 2012   | Buenos Aires | Argentina | Teatro Gran rex | -                                                                       |
| 16 de Julho, 2012   | Buenos Aires | Argentina | Teatro Gran rex | -                                                                       |
| 17 de Julho, 2012   | Buenos Aires | Argentina | Teatro Gran rex | -                                                                       |
| 21 de Julho, 2012   | Buenos Aires | Argentina | Teatro Gran rex | -                                                                       |
| 23 de Julho, 2012   | Buenos Aires | Argentina | Teatro Gran rex | -                                                                       |
| 24 de Julho, 2012   | Buenos Aires | Argentina | Teatro Gran rex | -                                                                       |
| 26 de Julho, 2012   | Buenos Aires | Argentina | Teatro Gran rex | -                                                                       |
| 27 de Julho, 2012   | Buenos Aires | Argentina | Teatro Gran rex | Ultimo show da banda no Teatro Gran Rex, show gravado pela Yups Channel |
| 16 de agosto, 2012  | Buenos Aires | Argentina | Luna Park       | Show em "Un sol para los chicos"                                        |
| 10 de outubro, 2012 | Córdoba      | Argentina | Estádio Orfeo   | Ultimo show da banda                                                    |

### Recordes de público
- Gran Rex: +45.000 (vários shows)
- Córdoba, Argentina: +8.000

## Shows Cancelados
| Data                  | Cidade           | País      | Local                              | Notas                                                    |
| --------------------- | ---------------- | --------- | ---------------------------------- | -------------------------------------------------------- |
| América do Sul        |                  |           |                                    |                                                          |
| 12 de Novembro, 2009  | Guadalajara      | México    | Estádio Jalisco                    | -                                                        |
| 13 de Novembro, 2009  | Monterrey        | México    | Arena Monterrey                    | -                                                        |
| 14 de Novembro, 2009  | Cidade do México | México    | Auditório Nacional                 | -                                                        |
| 15 de Novembro, 2009  | Cidade do México | México    | Auditório Nacional                 | -                                                        |
| 26 de Novembro, 2009  | Cidade do Panamá | Panamá    | F.C Center                         | -                                                        |
| 28 de Novembro, 2009  | Lima             | Peru      | Jockey Club                        | Adiado para maio de 2010.                                |
| 01 de Dezembro, 2009  | Santiago         | Chile     | Región Metropolitana               | -                                                        |
| 02 de Dezembro, 2009  | Santiago         | Chile     | Región Metropolitana               | -                                                        |
| 06 de Dezembro, 2009  | San Juan         | Argentina | Estádio abierto del Parque de Mayo | -                                                        |
| 08 de Dezembro, 2009  | Mendoza          | Argentina | Estádio Malvinas Argentinas        | Show cancelado depois do inicio das vendas de ingressos. |
| 13 de Fevereiro, 2010 | Quito            | Equador   | Local não anunciado                | -                                                        |
| 14 de Fevereiro, 2010 | Quito            | Equador   | Local não anunciado                | -                                                        |
| 08 de Maio, 2010      | Caracas          | Venezuela | Terraza C.C. Líder                 | Show cancelado depois de semanas de venda de ingressos.  |
| 09 de Maio, 2010      | Cidade do Panamá | Panamá    | Teatro Anayansi                    | -                                                        |
| 29 de Janeiro, 2011   | Mar Del Plata    | Argentina | Local não anunciado                | Show cancelado antes de se confirmar.                    |
| 03 de Dezembro, 2011  | Lanús            | Argentina | Estádio Club Lanús                 | Show cancelado por não vender muitos ingressos.          |

## Participações
- Emilia Attias: No primeiro CD era a voz mais importante. No segundo CD cantou apenas dois temas com seu par romântico na novela, Nicolás Vázquez: "Señas Tuyas" e "Río de besos" . Para o terceiro CD, também interpretou dois temas. O primeiro foi "Cuál", junto com os Teen Angels e Mariano Torre. O segundo foi "Cuando llegue tu amor", junto com seu par romântico na terceira temporada da história, Mariano Torre. Tem uma participação especial em "Por el sí". No Gran Rex 2009, canta sua própria versão de "Salvar la paz", abrindo o show.
- Nicolás Vázquez: No primeiro CD cantou dois temas solistas: "Todo puede ser mejor" e "Tu cielo". Também interpretou "Dos ojos" e "Te amaré por siempre", junto com Emilia Attias. No segundo CD canta solista "Alguién" e em dupla junto con Emilia, "Señas Tuyas" e "Río de Besos". No Gran Rex 2008 canta em dupla com Emilia Attias a canção "Para vos".
- Pablo Martínez: No segundo CD interpreta "De Cabeza". No terceiro CD interpretou junto com grupo Man "Un día más" e solista "Casi un sueño". Também interpretou junto con la banda Man dois temas que não foram editados: "Lobo Está" e "Dieciséis". Na quarta temporada, Pablo canta uma versão do tema "No te digo adiós" junto con Rocio Igarzabal; e dois temas solistas na ficcção, mas que não foram editados.
- Man: Na novela, é o grupo rival dos "Teen Angels" desde a segunda temporada. Tem como integrantes Pablo Martínez (Simon), Agustín Sierra (Márcio), Rocío Igarzábal (Valéria), Candela Vetrano (Stefy) e María del Cerro (Melody). No terceiro CD interpretam a canção "Un día más". Na segunda e terceira temporada da novela, interpretaram três canções que não foram editadas em nenhum CD: "Lobo Está", "16" e "No te digo adiós". No quarto CD, cantam "Solo Amigos".
- Mariano Torre: No terceiro CD interpreta "Cuando llegue tu amor", junto con Emilia Attias e "Cuál" junto com os Teen Angels e Emilia Attias. No Gran Rex 2009, canta junto com Emilia Attias uma nova versão de "Que mis ojos".
- Jimena Barón: No terceiro CD interpreta "Salvar la paz", junto com os "Teen Angels". Na versão teatral canta uma versão de "A ver si pueden".
- Benjamín Amadeo: No quarto CD, interpreta junto a María Eugenia Suárez a canção "Cambiar de aire". Na versão teatral da novela, canta "Donde estas amiga" com Emilia Attias.
- Julia Calvo: A vilã Justina, na novela Quase Anjos, apesar de ser professora de dança do pessoal da Casa Mágica e do Colégio Mandalay, nunca tem participação em CD. Entretanto, Julia interpreta várias músicas com os Teen Angels no Gran Rex 2009 e também canta uma nova versão de "Puedo Ser".

## Brasil
No Brasil, a novela Quase Anjos passou a ser exibida pela Rede Bandeirantes em 15 de março de 2010. Em maio, alguns meses após a estreia da trama, a emissora organizou um Pocket Show da banda teen em seus estúdios. Foi proposta uma pergunta no site oficial da emissora, e as 70 melhores respostas ganhariam direito de assistir ao pocket show com um acompanhante. Os Teen Angels se apresentaram, participaram do Programa Raul Gil, de um chat com seus fãs no site da Band e no dia 8 de junho, foi lançado o CD Teen Angels - Quase Anjos, que contém músicas da segunda temporada e algumas canções da primeira. Como brinde, duas músicas em português gravadas pelos Teen Angels com exclusividade para a exibição da novela no Brasil. São elas "Vamos ver quem pode" e "A dizer que sim", versões brasileiras de "A ver si pueden" e "A decir que sí". O CD vendeu 3 mil cópias em sua primeira tiragem. Fãs que não tem como comprar os CDs da banda no Brasil, compram por sites da Argentina ou alguns do Brasil que exporta legalmente.

## Vendas de discos
Teen Angels com apenas 6 CDs de estúdio conseguiu vender mais de 400 mil de cópias pela Argentina, sendo que ainda tem os 3 CDs ao vivo, 3 edições (Espanha, Brasil e Israel), um Cd feito para Coca-Cola e alguns outros DVD's que não está somado no número de vendas dos CDs de estúdio.

## Premios e indicações
| Festa de Cerimônia     | Premio                             | Categoría                                       | Resultado |
| ---------------------- | ---------------------------------- | ----------------------------------------------- | --------- |
| 2009                   | Premios Carlos Gardel              | Melhor Álbum Banda de musica de Cine/Televisión | Ganho     |
| 11 de dezembro de 2009 | Premios 40 Principales             | Melhor artista Argentina                        | Ganho     |
| 10 de dezembro de 2010 | Premios 40 Principales             | Melhor artista Argentina                        | Ganho     |
| 2010                   | Premios Carlos Gardel              | Melhor Álbum Banda de musica de Cine/Televisión | Nominado  |
| 7 de outubro de 2011   | Kid's Choice Awards Argentina 2011 | Banda/Cantor Latina Favorito                    | Ganho     |
| 2011                   | Premios Carlos Gardel              | Melhor Álbum Juvenil por TeenAngels 4           | Ganho     |
| 2011                   | Premios Quiero                     | Video Banda por Que Llegue Tu Voz               | Ganho     |
| 2013                   | Kids Choice Awards Argentina       | Filme "TeenAngels - El Adios 3D"                | Ganho     |